# Una Peaks
Die Una Peaks sind zwei bis zu 747 m hohe, spitze und schneebedeckte Berge aus Basalt auf Renard Island westlich der Antarktischen Halbinsel. Sie ragen südlich des Kap Renard an der Einfahrt zum Lemaire-Kanal auf.
Die Zwillingsberge sind eine markante Landmarke und dienten insbesondere Wissenschaftlern des British Antarctic Survey ab etwa 1955 zur Orientierung. Unter Bergsteigern sind sie auch als Cape Renard Towers (englisch für Kap-Renard-Türme) und Una’s Tits (englisch für Unas Brüste) bekannt. Das UK Antarctic Place-Names Committee benannte sie 2008 nach Irene Una Spivey (geborene Sedgwick, 1931–2020), einer Angehörigen des Stabs des Falkland Islands Dependencies Survey in Stanley. 
Die Erstbesteigung des östlichen Gipfels gelang den beiden Kanadiern Jia Condon und Rich Prohaska zwischen dem 1. und 4. Februar 1997. Der höhere Westgipfel wurde rund zwei Jahre später erstmals von einer sechsköpfigen deutschen Mannschaft (Kurt Albert, Stefan Glowacz, Hans Martin Götz, Gerhard Heidorn, Holger Heuber and Jürgen Knappe) bestiegen.